# Клеопатра: животопис
Клеопатра: животопис (енгл. Cleopatra: A Life) је књига коју је написала биографкиња Стејси Шиф (енгл. Stacy Schiff), а први пут ју је објавила издавачка кућа Little Brown 2010. године. Српско издање објавила је издавачка кућа Лагуна 2012. године у преводу Александре Чабраја.

## О књизи
Клеопатра: животопис је биографија Клеопатре, последње египатске краљице, која је владала од 51. до 30. године пре нове ере. Циљ књиге је да одвоји чињенице од фикције и да расветли жену која стоји иза митова и легенди које су је окруживале вековима.
Шиф се ослања на историјске изворе и археолошке доказе како би насликала детаљну и живописну слику Клеопатриног живота и времена. Она истражује Клеопатрине односе са Јулијем Цезаром и Марком Антонијем, као и њене односе са Римским царством и другим моћним личностима тог доба. Књига се такође бави Клеопатриним образовањем, њеном улогом мајке и њеним културним и верским уверењима.
Кроз целу књигу, Шиф доводи у питање уобичајене заблуде о Клеопатри као заводнице и манипулаторке, уместо тога приказујући је као политички проницљивог вођу која је била дубоко посвећена добробити свог народа. До краја књиге, читаоци стичу дубље разумевање Клеопатриног живота и наслеђа, као и културног и политичког контекста у којем је живела.

## Рецепција
Књига је генерално добро прихваћена од стране критичара након објављивања 2010. године. Добила је позитивне критике од бројних значајних публикација, укључујући The New York Times, The Washington Post и The Boston Globe.    Многи критичари су похвалили Шифово педантно истраживање и живописан приказ Клеопатриног живота и времена.  
Мајкл Корда, пишући за Daily Beast, назвао је Клеопатру „ремек-делом“. Књига је такође освојила неколико награда, укључујући награду ПЕН/Жаклин Боград Велд за биографију 2011. године (PEN/Jacqueline Bograd Weld Award for Biography). 
Што се тиче комерцијалног успеха, Клеопатра: животопис је такође била бестселер, провевши неколико месеци на листи бестселера Њујорк тајмса.   Све у свему, књига је била и критички призната и комерцијално успешна.

## Планирани играни филм
Књига је добила опцију за филм од стране компаније Sony Pictures, а продуценти Ејми Паскал и Скот Рудин су били ангажовани као продуценти, а у различитим фазама развоја наводно су Анђелина Џоли и Гал Гадот глумиле главне улоге Клеопатре.   Од фебруара 2024. године, филм тренутно развија редитељ Дени Вилнев, а сценаристица Кристи Вилсон-Кернс. 